# Caterina Lescano
Caterina Lescano, italianizzazione di Catharina Matje Leschan (L'Aia, 23 novembre 1919 – Caracas, 3 ottobre 1965), è stata una cantante ungherese naturalizzata italiana, componente del Trio Lescano.
Con il nome di Caterinetta Lescano ha inciso alcuni singoli come solista.

## Discografia
- 1941 – Ti dirò/Restiamo vicini (Parlophon)
- 1941 – Dolce dormire/Il canto del bosco (Cetra)
- 1941 – T'amo ancor/Grigio è il cielo (Cetra)
- 1941 – Nebbia/Canto del bosco (Cetra)
- 1942 – Partire con te/Nebbia (Cetra)
- 1942 – Nel mio cuor c'è una casetta/Ritmando in sol (Cetra)
- 1942 – Nostalgia d'amore/Forse domani (Cetra)
- 1942 – Nel mio cuor c'è una casetta/Ritmando in sol (Cetra)
- 1942 – La barca dei sogni/Nella gabbia d'or (Cetra)
- 1942 – Sorge il sol/Strada deserta (Cetra)